# مجموعة LSR
مجموعة LSR (بالروسية: ОАО «Группа ЛСР»)‏، هي شركة روسية للتطوير العقاري والإنشاءات و مواد البناء، واحدة من الشركات الرائدة في قطاع العقارات ومواد البناء في روسيا . يقع المقر الرئيسي للشركة في سانت بطرسبرغ. إجمالي عدد الموظفين حوالي 11000 شخص (2019).

## روابط خارجية
- موقع LSR Group